# RRAB-3
La RRAB-3 (sigla per ротативно-рассеивающая авиационная бомба, rotativno-rasseivaûŝaâ aviacionnaâ bomba, ovvero "bomba aerea a dispersione rotante" in lingua russa) fu una bomba aeronautica incendiaria di origine sovietica, una delle prime tipologie di bomba a grappolo.
Veniva lanciata da un aereo, e combinava una forte carica esplosiva con un grappolo di bombe incendiarie. Fu fabbricata in 3 versioni, da 250 kg, da 500 kg e da una tonnellata.